# Cam Clarke
Cameron A. Clarke (Burbank, 6 de novembro de 1957) é um dublador estadunidense, que tornou-se famoso por seus vários papéis em jogos eletrônicos, animações de televisão e filmes. Ele é o filho do diretor e ator de filmes de horror Robert Clarke. A sua mãe é Alyce Driggs, uma das mais famosas "King Sisters" (um nome de carreira que a família usou). Entre os fãs de Latter Day Saint, Cam Clark é melhor conhecido por ter sido o primeiro a fazer o papel de "Jimmy Flinders" durante os anos 1970.
Clarke é possivelmente melhor conhecido por seu trabalho como Shotaro Kaneda no filme Akira de Katsuhiro Otomo (1988), Max Sterling e Lancer na série Robotech de 1985, Rigadon em Around the World with Willy Fog de 1986, Dogtanian em Dogtanian and the Three Muskehounds de 1985, Leonardo e Rocksteady na série animada Teenage Mutant Ninja Turtles, Liquid Snake em Metal Gear Solid, Robert em "The Pirates Who Don't Do Anything: A VeggieTales Movie", e Kratos Aurion de "Tales of Symphonia". Ele também é um anunciante do Disney Channel.
Clarke perdeu sua mãe Alyce King em 21 de agosto de 1996 e seu pai Robert Clarke em 11 de junho de 2005. Cam mantem sua carreira pela ausênsia do pai (Robert iniciou a carreira do seu filho para ser o sucessor).